# Robāţ-e Mīān Dasht
Robāţ-e Mīān Dasht (persiska: رباط میان دشت, Mīān Dasht) är en ort i Iran.   Den ligger i provinsen Khorasan, i den nordöstra delen av landet, 700 km öster om huvudstaden Teheran. Robāţ-e Mīān Dasht ligger 1 670 meter över havet och antalet invånare är 714.
Terrängen runt Robāţ-e Mīān Dasht är varierad. Runt Robāţ-e Mīān Dasht är det ganska glesbefolkat, med 25 invånare per kvadratkilometer. Närmaste större samhälle är Robāţ-e Sang, 14,1 km väster om Robāţ-e Mīān Dasht. Trakten runt Robāţ-e Mīān Dasht består till största delen av jordbruksmark.